# ちくま少年図書館
ちくま少年図書館（ちくましょうねんとしょかん）とは、筑摩書房から出版された少年向けのシリーズ。1970年から1986年に刊行された。

## 概要
創刊時の監修者は湯川秀樹、松田道雄、臼井吉見だったが、のちに監修者の名前は記述されなくなった。
基本的に日本の著者による書きおろしのノンフィクション作品だが、一部、外国書籍の翻訳、外国の民話集もあった。ジャンルの分類として「心の相談室」「歴史の本」「科学の本」「創造の広場」「社会の本」「AVの本」等があった。
1986年、全100巻刊行により、第33回産経児童出版文化賞大賞を受賞。一部の作品はちくま文庫等で再刊されているが、このシリーズのみでの刊行で終わった作品も多い。
また兄弟シリーズとして「ちくま少年文学館」「ちくま少年文庫」がある。

## 刊行リスト
- 恋愛なんかやめておけ 松田道雄 加古里子絵 1970. (ちくま少年図書館 1)  のち朝日文庫
- 恐しい本 長谷川四郎 落合茂絵 1970. (ちくま少年図書館 2)
- 君の可能性 なぜ学校に行くのか 斎藤喜博 渡辺皓司絵 1970. (ちくま少年図書館 3) のちちくま文庫
- チンパンジーを追って 伊谷純一郎 1970. (ちくま少年図書館 4)
- 生きる アメーバから人まで 畑正憲 新井苑子絵 1970. (ちくま少年図書館 5) 　のちちくま文庫
- マンモスをたずねて 科学者の夢 井尻正二 1970. (ちくま少年図書館 6)
- スピード物語 夢をひらく技術 石山光秋著 斎藤由光 (イラスト) 1970. (ちくま少年図書館 7)
- 愛の本 真野さよ 絵峯梨花 1970. (ちくま少年図書館 8)
- 失われた歴史 佃実夫著 金井久美子絵 1971. (ちくま少年図書館 9)
- 心の灯 考古学への情熱 藤森栄一 1971. (ちくま少年図書館 10)
- ぼくは報道する 民族のすがた・声 本多勝一 1971. (ちくま少年図書館 11)
- 心の底をのぞいたら 心の研究 なだいなだ 一色智嘉子絵 1971. (ちくま少年図書館 12) 　のちちくま文庫
- 一億年の旅 花の中の秘密 新関滋也 梶原恵輔絵 1971. (ちくま少年図書館 13)
- いのちを守る 医者のたたかい 川上武 森まこと絵 1971. (ちくま少年図書館 14)
- 真実と勇気の記録 宇佐美承 絵山本美智代 1971. (ちくま少年図書館 15)
- 人類最後の日 自然の復讐 宮脇昭 田中正三絵 1972. (ちくま少年図書館 16)　のち藤原書店で再刊
- 不良少年物語 佐藤忠男 朝倉摂絵 1972. (ちくま少年図書館 17)
- 天文台日記 石田五郎 木川秀雄絵 1972. (ちくま少年図書館 18) 　のち中公文庫BIBLIO
- ひとが生まれる 五人の日本人の肖像 鶴見俊輔 絵佐々木マキ 1972. (ちくま少年図書館 19) のちちくま文庫
- ネズミが地球を征服する? 日高敏隆 後藤喜久子絵 1972. (ちくま少年図書館 20) のちちくま文庫
- 私の日本発掘 安田武 1972. (ちくま少年図書館 21)
- かくされた自然 ミクロの生態学 栗原康 勝又進絵  1973. (ちくま少年図書館 22)
- 宇宙と人間七つのなぞ 湯川秀樹 前田常作え 1974. (ちくま少年図書館 23) のち河出文庫
- 生きることの意味 ある少年のおいたち 高史明 水野二郎絵　1974. (ちくま少年図書館 24) のちちくま文庫 - 日本児童文学者協会賞、産経児童出版文化賞を受賞
- ツキノワグマ物語 高橋喜平 1974. (ちくま少年図書館 25)
- 君はいまどこにいるか 山代巴 1975. (ちくま少年図書館 26)
- 生命のなぞをたずねて 小さな道化師の役割 寺本英 1975. (ちくま少年図書館 27)
- 森のめぐみ 木と日本人 山本学治 1975. (ちくま少年図書館 28)
- 私たちのシェイクスピア 木下順二 1975. (ちくま少年図書館 29) - 筑摩書房の「中学生全集」で1953に刊行されたものの再刊
- 奇術のたのしみ 松田道弘 1975. (ちくま少年図書館 30) のちちくま文庫
- 縄文人の知恵にいどむ 楠本政助 1976.2. (ちくま少年図書館 31)
- 東南アジアぼくらの隣人たち 小泉允雄,村上公敏 1976.6. (ちくま少年図書館 32)
- しごとと人生1～2 松田道雄 太田大八絵 1976.9. (ちくま少年図書館 33～34)
- 追われゆくカモシカたち 浜昇 1977/4 (ちくま少年図書館 35)
- ほんとうの自分を求めて 姫田忠義 1977/5  (ちくま少年図書館 36)
- のんのんばあとオレ 水木しげる 1977/10 (ちくま少年図書館)　のちちくま文庫
- 学校で教えてくれないこと―コセ博士と知的探偵団 羽仁進 絵ますむらひろし 1978/5 (ちくま少年図書館 38)
- 君たちの生きる社会 伊東光晴 1978/6 (ちくま少年図書館 39) のちちくま文庫
- 不良少女とよばれて 原笙子 1978/12 (ちくま少年図書館 40)　のちちくま文庫
- トランプのたのしみ 松田道弘 1979/1 (ちくま少年図書館)　のちちくま文庫
- 日本史との出会い 秦恒平 1979/8 ちくま少年図書館 42)
- 原子の発見 田中実 1979/8 (ちくま少年図書館 43)
- 学級物語大空のうた 斎藤喜博 1979/9  (ちくま少年図書館 44)
- 自由を生きる―奇妙な家出少年の歩み 江口幹 1980/1 (ちくま少年図書館 45)
- 北国からの旅人―沖縄との出会い 谷川健一 1980/4   (ちくま少年図書館 46)
- 古代王朝の興亡―日本の歴史1 北山茂夫 1980/5  (ちくま少年図書館 47)
- こんな差別が 小林初枝 1980/6 (ちくま少年図書館 48)
- 地球はふるえる 根本順吉 1980/8 (ちくま少年図書館 49)
- ものぐさ成功記―タイの民話 森幹男編訳 1980/9 (ちくま少年図書館 50)
- 日本人の神さま 戸井田道三 1980/10  (ちくま少年図書館 51)　のちちくま文庫
- 山のスケッチだより 山里寿男 1980/11 (ちくま少年図書館 52)
- こちら機長席 迫守治 1981/2(ちくま少年図書館 53)
- 海を守るたたかい 松下竜一 1981/3  (ちくま少年図書館 54)
- バイキング王物語 山室静 1981/6 (ちくま少年図書館 55)
- 決断するとき―将棋に生きる 大内延介 1981/1  (ちくま少年図書館 56)　のちちくま文庫
- 折り紙のたのしみ 布施知子 1981/8 (ちくま少年図書館 57)
- 西遊記の旅―シルクロードの世界 菅原篤 1981/11 (ちくま少年図書館 58)
- 新聖書物語 新井智 1981/12 (ちくま少年図書館 59)
- サルカメ合戦―フィリピンの民話 村上公敏編訳 1982/1  (ちくま少年図書館 60)
- 野鳥観察日記 蓮尾純子 1982/2 (ちくま少年図書館 61)
- 心のふしぎをみつめて 岡部伊都子 1982/3  (ちくま少年図書館 62)
- 親とは何か―N子への手紙 野本三吉 1982/5 (ちくま少年図書館 63)
- 人類の起源にいどむ男 A.マラテスタ、 R.フリードランド著、河内まき子訳 1982/6 (ちくま少年図書館 64)
- はばたけ千羽鶴 豊田清史 1982/7 (ちくま少年図書館 65)
- 歩け！とべ！三平 村﨑義正 1982/8 (ちくま少年図書館 66)
- 人になりそこねたロバ―インドの民話 1982/9/30 タゴール暎子編訳 (ちくま少年図書館 67)
- ひとり立ちへの旅―ある絵かきの誕生 佐伯和子 1982/10 (ちくま少年図書館 68)
- 中世の武家と農民―日本の歴史2 北山茂夫 1982/11 (ちくま少年図書館 69)
- ぼくが世の中に学んだこと 鎌田慧 1983/2 (ちくま少年図書館 70)　のち岩波現代文庫
- 女としごと 1 野中文江編 1983/4 (ちくま少年図書館 71 社会の本)
- 女としごと 2 野中文江編 1983/6 (ちくま少年図書館 72 社会の本)
- 釣りの夢魚の夢 森秀人 1983/7  (ちくま少年図書館 73)
- 冒険する頭―新しい科学の世界 西村肇 1983/8 (ちくま少年図書館 74)
- ラッコの悲劇 菅能しゅう一 1983/9 (ちくま少年図書館 75)
- まんじゅうこわい―落語の世界 戸井田道三 1983/10  (ちくま少年図書館 76)
- 利根川物語 高橋裕 1983/11 (ちくま少年図書館 77)
- ユニット折り紙―新しい世界のたのしみ 布施知子 1983/12 (ちくま少年図書館 78)
- 三蔵法師インドを行く―続・西遊記の旅 菅原篤 1984/4 (ちくま少年図書館 79)
- 空からの手紙 根本順吉 1984/5 (ちくま少年図書館 80)　のち「空からの手紙―気象を見る眼」としてちくま文庫
- 月をかじる犬―中国の民話 君島久子 1984/7 (ちくま少年図書館 81)
- オヤジがライバルだった 中里喜昭 1984/8 (ちくま少年図書館 82)
- よみがえれ黄金(クガニー)の島―ミカンコミバエ根絶の記録 小山重郎 1984/6 (ちくま少年図書館 83) - 第5回日本科学読物賞受賞
- 君たちは性をどう考えるか 奥田継夫 1984/10/25 (ちくま少年図書館 84)
- 雪はなぜ六角か 小林禎作 1984/11 (ちくま少年図書館 85)　のちちくま学芸文庫
- まるごと好きです 工藤直子 1985/1 (ちくま少年図書館 86)　のちちくま文庫
- ケンの脳外科手術 小野博通 1985/1 (ちくま少年図書館 87)
- 銀河鉄道をめざして―宮沢賢治の旅 板谷英紀 1985/2 (ちくま少年図書館 88)
- デザインのたのしみ 日野永一 1985/4 (ちくま少年図書館 89)
- カンテラ日記―富士山測候所の五〇年 中島博 1985/3 (ちくま少年図書館 90)
- 戦争のとき子どもだった 寺井美奈子 1985/6 (ちくま少年図書館 91)
- ショショニ族の魂―もうひとつのアメリカ開拓史 松島駿二郎 1985/7 (ちくま少年図書館 92)
- 新世界に学ぶ―新島襄の青春 福本武久 1985/8/1 (ちくま少年図書館 93)　のち「新島襄の青春」としてちくま文庫
- 古代の日本と朝鮮  金達寿 1985/10 (ちくま少年図書館 94)
- 親とたたかう 菅龍一 目黒泰紀絵　1985/10 (ちくま少年図書館 95)
- 霊をよぶ人たち 烏兎沼宏之 1985/12 (ちくま少年図書館 96 社会の本)
- バルセロナ石彫り修業 外尾悦郎 1985/11 (ちくま少年図書館 97 社会の本)
- 悲しい魔女―インドネシアの物語 松本亮　1986/1　(ちくま少年図書館 98 創造の部屋)
- かがやけ、野のいのち―農に生きる 星寛治 1986/3 (ちくま少年図書館―社会の本 (99))
- 大地と海と人間―東南アジアをつくった人びと 鶴見良行 1986/3 (ちくま少年図書館―歴史の部屋)

## 別巻
- デザイン入門 日野永一 1971. (ちくま少年図書館 別巻1)
- 海 畑正憲文・構成,益田海洋グループ写真 1972. (ちくま少年図書館 別巻2)

## 書籍データの誤りについて
下記の2冊について「ちくま少年図書館」での刊行との書籍データがあるが、実際はちくま少年文庫での刊行である。
- 処女峰アンナプルナ　モーリス・エルゾーグ／著,近藤等／訳,山里寿男／さし絵 筑摩書房  1977
- 罪なき殺し屋たち　ヒューゴ・バン・ラービック／著,ジェーン・グドール／著,藤原英司／訳 筑摩書房  1977